# مقاومت آلبانی در جنگ جهانی دوم
مقاومت آلبانی در جنگ جهانی دوم یک جنبش عمدتاً کمونیستی علیه نیروهای اشغالگر ایتالیایی بود که تا سال ۱۹۴۳ ادامه داشت و پس از آن آلمان‌ها در آلبانی نیز در سال ۱۹۴۴ اخراج شدند و به آزادی کشور منجر شد.
در بررسی رویدادهای مختلف در زمان جنگ جهانی دوم یکی از موضوعات، مقاومتی است که کشور آلبانی در مقابل اشغالگری و فاشیسم از خود نشان داد. در این راستا حمله ایتالیا به آلبانی، رقابت آلمان هیتلری با اشغالگران ایتالیایی و نهایتاً اشغال آلبانی توسط آلمان قابل تأمل است. پیش از وقوع جنگ جهانی دوم، در سال ۱۹۲۷ میان کشورهای ایتالیا و آلبانی توافقی دفاعی به امضاء رسیده بود و این توافق بود که راه نفوذ ایتالیا به آلبانی را هموار کرد. از سال ۱۹۳۵ که موسولینی به فکر کشورگشایی افتاد، حمله به آلبانی نیز از جمله برنامه‌های او بود. او در ۷ آوریل ۱۹۳۹ فرمان داد تا بعد از بمباران سواحل این کشور نیروهایش به داخل خاک این کشور نفوذ کنند ولی متقابلاً مردم آلبانی با مقاومت توانستند اشغالگران را از کشورشان بیرون کنند.
بعد از جنگ مرکز نجات غیرنظامیان ژنو گزارش داد که آلبانی یکی از ویران‌ترین کشورهای اروپا ست. ۶۰۰۰۰ خانه ویران شد و حدود ۱۰ درصد از جمعیت این کشور بی‌خانمان شدند.

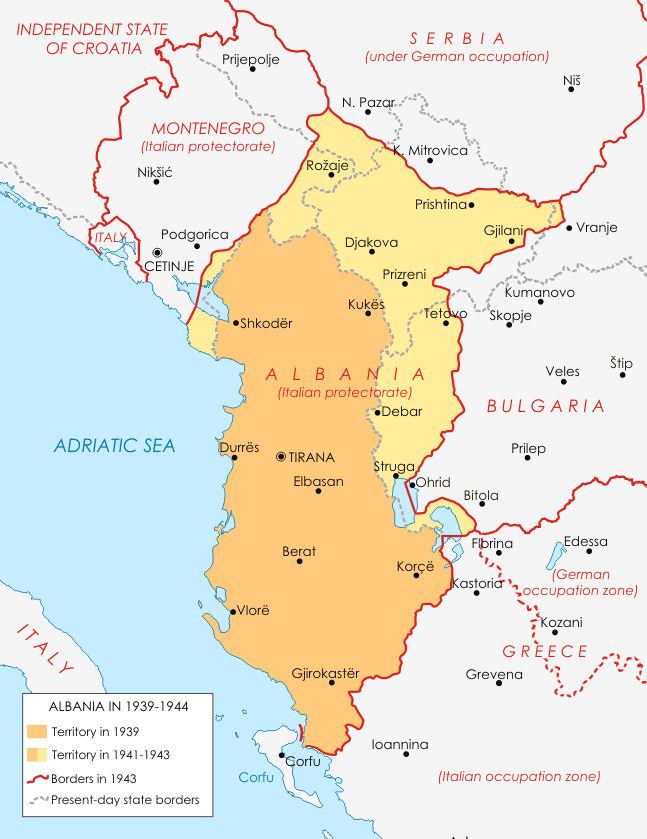
نقشه آلبانی در جنگ جهانی دوم

## پیشینه
بعد از تصرف اتریش توسط آلمان و شروع تهاجم علیه چکسلواکی، ایتالیا متوجه شد که در تعادل قوا نقش پائین‌تری را دارد به این دلیل موسولینی تصمیم گرفت تا در ابتدای سال ۱۹۳۹ آلبانی را به کشورش ملحق کند. ویکتور امانوئل سوم پادشاه ایتالیا این عمل را به عنوان یک خطر غیرضروری مورد انتقاد قرار داد. رم به تیرانا اولتیماتوم داد و خواست که به اشغالگری ایتالیا گردن بگذارد ولی پادشاه آلبانی مستعمره شدن کشورش را نپذیرفت و در نتیجه در هفتم آوریل سال ۱۹۳۹ لشکر موسولینی به آلبانی تهاجم کرد.
دو روز قبل از تهاجم ایتالیا برای تصرف آلبانی، در جریان گفتگوهای معروف به «مذاکرات ژنرال‌ها» بین ژنرال کایْتل آلمانی و ژنرال پارْیانی ایتالیایی، تصمیم نهایی برای آغاز این تجاوز نظامی، گرفته شده بود.

## حمله ایتالیا
نقشه حمله ایتالیا در ۷ آوریل ۱۹۳۹ با بمباران سواحل آلبانی و پیاده شدن نیروهای ایتالیایی عملی گردید و با شکست مقاومت آلبانی، این کشور به تصرف ایتالیای فاشیسم درآمد. نیروی مهاجم ایتالیا به ۵۰ هزار نفر می‌رسید. این تعداد با واحدهای دریایی و هوایی حمایت می‌شدند. در ساحل شهر دورس یک نیروی ۳۶۰ نفره آلبانیایی که عمدتاً ژاندارم و نیروهای محلی بودند و توسط عباس کوپی فرماندهی می‌شدند در مقابل نیروهای ایتالیا ایستادگی کردند. پیش از او مویو اولچیناکو یک افسر نیروی دریایی آلبانی تلاش کرده بود که در مقابل نیروی مهاجم ایستادگی کند. نیروهای دورس که تنها سه مسلسل داشتند و بقیه آن‌ها سلاح سبک در اختیار داشتند مهاجمان ایتالیایی را در بندر دورس متوقف کردند تا اینکه تانک‌های کوچک انبوهی از کشتی ایتالیا تخلیه شد و نبرد شروع شد. پنج ساعت بعد نیروهای ایتالیایی شهر دورس را تصرف کردند. در ساعت یک و نیم عصر روز اول تمامی سواحل آلبانی در دست ایتالیا بود.
پادشاه آلبانی و خانواده اش برای اینکه به آلت دست کشور ایتالیا تبدیل نشود به یونان گریخت و از یونان به لندن رفتند.
طی پنج روز، ارتش آلبانی شکست خورد و آلبانی به تصرف نیروهای اشغالگر ایتالیایی درآمد. آلبانی بخشی از ایتالیا شد و دولتی فاشیستی در آلبانی روی کار آمد. با تسلط موسولینی بر آلبانی، مقامات آلبانی، اتحاد با ایتالیا را تصویب کردند و بر اساس مصوبه‌ای که صادر کردند، پادشاه ایتالیا تاج و تخت آن کشور را تصاحب کرد. با این حال، ایتالیا کمتر از دو سال بعد مجبور به خروج از این منطقه شد و راه برای شکست‌های بعدیش بازگردید.

## شروع جنبش کمونیستی و ملی
به دلیل جامعه‌ای کشاورزی، و عمدتاً مسلمان تحت نظارت پلیس امنیتی پادشاه، جنبش کمونیست آلبانی نتوانست در زمان جنگ نیروی عمده‌ای را جذب کند. در واقع این کشور پیش از شروع جنگ جهانی دوم حزب کمونیست تکامل یافته‌ای نداشت. در سال ۱۹۲۴ با فرار فان نولی بنیان‌گذار کلیسای ارتودکس به ایتالیا تعدادی از پیروان مهاجرش به مسکو رفتند و در آنجا به کنفدراسیون احزاب کمونیست پیوستند و از این طریق به کمینترن یا کمونیسم بین‌المللی ملحق شدند. در سال ۱۹۳۰ کمینترن، علی کلمندی را برای آلبانی برگزید تا هسته‌های کمونیستی در این کشور را سازمان دهد؛ ولی آلبانی طبقه کارگر نداشت تا کمونیست‌ها بتوانند به آن‌ها تکیه کنند.

### تشکیل حزب کمونیست آلبانی

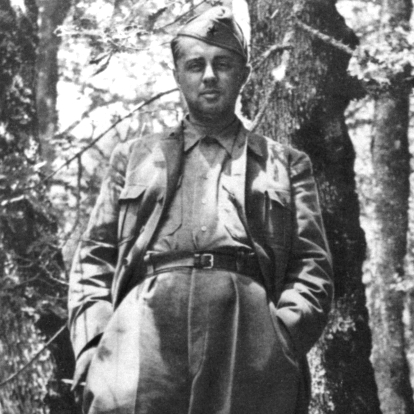
انور خوجه؛ یک پارتیزان

در نوامبر سال ۱۹۴۱ یک گروه کمونیستی شامل ۱۳۰ نفر حزب کمونیست آلبانی را تشکیل دادند. رهبری این گروه با انور خوجه و ۱۱ نفر از اعضای کمیته مرکزی این حزب بود. این حزب در ابتدا با اقبال عمومی روبرو نشد و سازمان جوانش کارگران کمی را به خود جذب کرد.

### گروه‌های جنگنده و پارتیزان

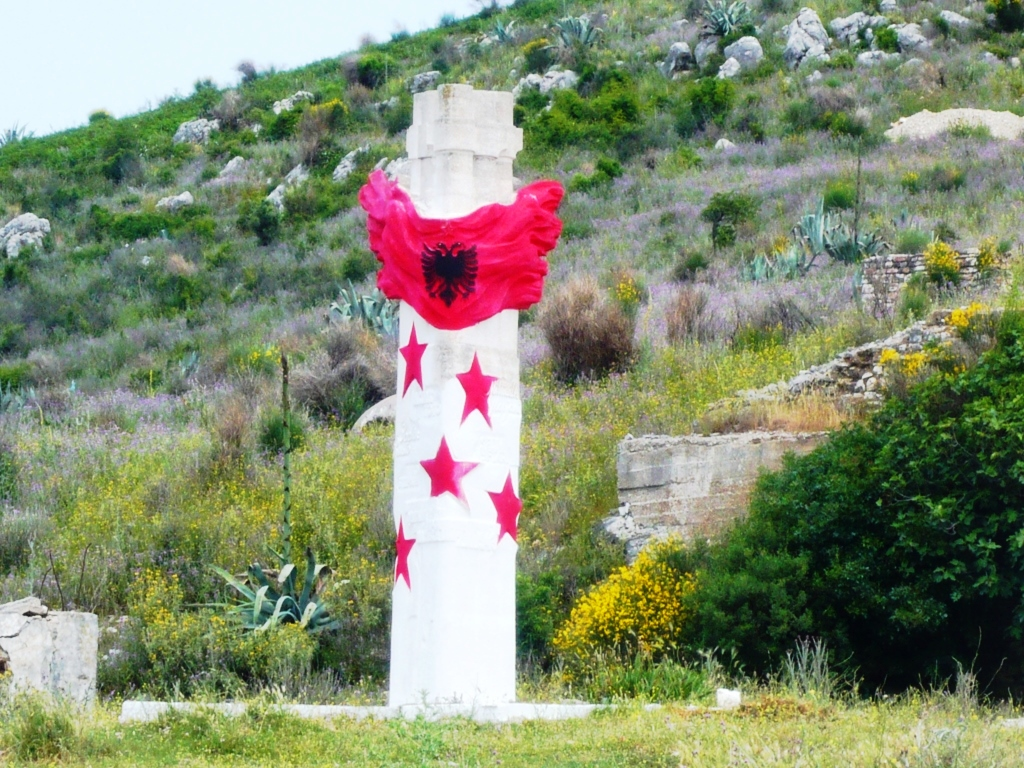
Lapidar بزرگداشت نیروهای پارتیزان در جنوب شرقی آلبانی

مقاومت آلبانی بعد از شکست نیروهای ایتالیایی در جنگ با یونان بالا گرفت. این جنگ در بیست و هشت اکتبر سال ۱۹۴۰ شروع شد. با شکست ارتش ایتالیا تعداد داوطلب‌های آلبانی‌تبار که به عنوان نیروی کمکی ارتش ایتالیا عمل می‌کردند از این ارتش جدا شدند و در مقابل گروه‌های جنگنده و پارتیزان با پیوستن جدا شدگان از ارتش ایتالیا بیشتر شد و به ۳ هزار نفر رسید. در نوامبر همان سال سربازانی که نمی‌خواستند با ارتش ایتالیا کار کنند در شهر لژا (Lezha) در نزدیکی بندر شنجین (Shengjin) در سواحل دریای آدریاتیک با نیروهای ایتالیا درگیر شدند و ۱۹ تن از آن‌ها را کشتند و ۳۰ نفر دیگر را مجروح کردند و به کوه‌ها عقب‌نشینی کردند. در همان ماه یک گروه پارتیزان به ستونی از دشمن در جاده جیروکاسترا (Gjirokastra) تهاجم کردند و تعدادی ایتالیایی را کشتند. در هفدهم ماه مه سال ۱۹۴۱ در تیرانا یک جوان بنام واسیل لاسی تلاش کرد که شاه ویکتور امانوئل سوم را با شلیک به او به قتل برساند ولی نتوانست و پس از دستگیری اعدام شد.

### مقاومت در برابر ایتالیا
در نیمه سال ۱۹۴۲ حزب کمونیست آلبانی از جوانان این کشور خواست تا برای آزادی کشور از ایتالیا وارد جنگ با اشغالگران شوند. این تبلیغات باعث شد که تعداد کارگران جوان بیشتری به حزب بپیوندند. در سپتامبر سال ۱۹۴۲ این حزب دست به تشکیل یک جبهه مردمی زد و نام آن را جنبش آزادیبخش ملی (NLM) نامید. این جنبش از تعدادی گروه‌های مقاومت شامل تعدادی گروه بشدت ضد کمونیست تشکیل شده بود. در زمان جنگ پارتیزان‌های این جبهه به هشدارهای ایتالیا که گفت با عملیات چریکی تنبیه خواهند شد توجه نکردند. رهبر پارتیزان‌ها برعکس بر روی تمایل به انتقام‌گیری علیه چنین اقداماتی از سوی ایتالیا که باعث جذب نیرو نیز می‌شد حساب باز کرد.
در ۱۷ تا ۲۲ فوریه سال ۱۹۴۳ در روستای لابینو اولین گردهمایی عمومی حزب کمونیست آلبانی برگزار شد. بررسی شرایط سیاسی و نظامی در کشور نشان داد که تشکیل یک ارتش آزادیبخش ملی ضروری است. در ۱۷ مه ۱۲ پارتیزان به قلعه‌ای نظامی در لسکوویکو تهاجم کردند. پارتیزان‌ها شهر را محاصره کردند و نبرد شروع شد. بیش از ۱۰۰۰ ایتالیایی این شهر را در کنترل خود داشتند. این جنگ سه روز طول کشید. فرمانده ایتالیایی قلعه درخواست نیروی هوایی کرد ولی قبل از اینکه نیروی هوایی برسد پارتیزان‌ها شهر را تصرف کردند. ایتالیایی‌ها چند صد سرباز را از دست دادند و مقادیر زیادی سلاح و تجهیزات نظامی بدست پارتیزان‌ها افتاد. در پایان ماه ژوئن ایتالیایی‌ها نیرویی را به مالاکاستارا- تپله نا فرستادند. ۲۰۰۰ پارتیزان در کوهستان‌ها در کمین نشستند. در اولین برخورد، ایتالیایی‌ها عقب رانده شدند؛ ولی بعد از چهار روز نبرد پارتیزان‌ها با تلفات زیاد به کوهستان‌ها بازگشتند. در مجموع از ماه مه تا ژوئیه ۱۹۴۳ ایتالیایی‌ها هزاران نفر را از دست دادند و تعداد بیشتری از آن‌ها زخمی شدند.

## اشغال توسط آلمان‌ها

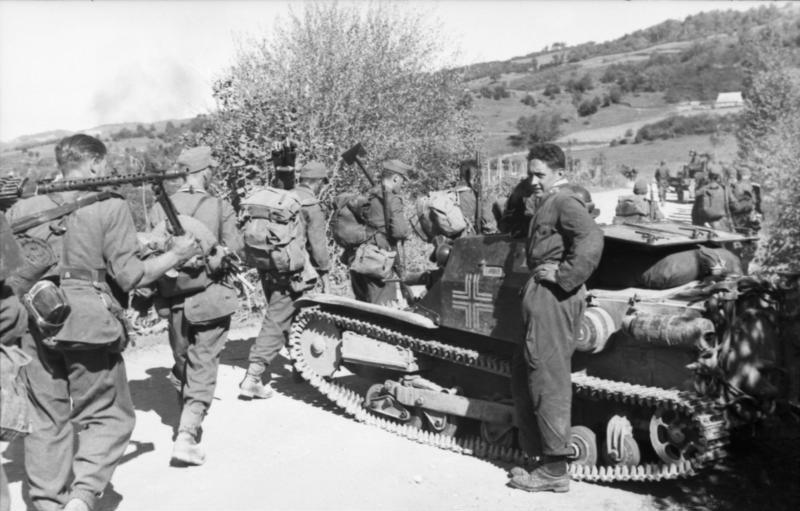
سربازان آلمانی در آلبانی

در چنین شرایطی ارتش ورماخ چند حمله نظامی را با نام کنستانتین برای بیرون کردن ایتالیا از بالکان طراحی کرد. در آوریل سال ۱۹۴۳ واحدهای نظامی و اطلاعاتی ارتش آلمان به میتروویسا یا کوزوو کنونی اعزام شدند تا آلبانی‌هایی که از ایتالیا تأثیر بدی گرفته بودند را به خود جذب کنند. در ماه‌های ژوئیه و اوت سال ۱۹۴۳ ارتش آلمان فرودگاه آلبانی و بنادر آن را تصرف کرد. در نیمه اوت شش هزار سرباز آلمانی در آلبانی حضور داشت. آلمان‌ها می‌خواستند که در آلبانی یک حکومت مستقل و بی‌طرف تشکیل بدهند که دوست آلمان باشد؛ ولی جنگ میان آلبانی که توسط پارتیزان‌های یوگسلاوی حمایت می‌شد و آلمان درگرفت. آلمان به راحتی آلبانی را تصرف کرد و یک دولت بی‌طرف را به ریاست بالی کومبتار تشکیل داد.
آلمانی‌ها تلاش می‌کردند تا رهبران آلبانی را متقاعد کنند تا حکومتی طرفدار آلمان را تشکیل دهند؛ ولی بسیاری از رهبران آلبانی تردید داشتند چرا که شایع شده بود نیروهای انگلیسی آماده می‌شوند تا به آلبانی حمله کنند. رهبران آلبانیایی کوزوو، با این حال، می‌دیدند که شکست آلمان باعث خواهد شد به زیر هژمونی یوگسلاوی بروند تمایل بیشتری به همکاری داشتند.

### تشکیل دولت آلبانی
در ۱۴ سپتامبر ۱۹۴۳، دولت آلبانی توسط چافو بیگ اولچینی، ابراهیم بیچا، بدری پیانی و جعفر دوا تشکیل شد. پارلمان این دولت که از ۲۴۳ نفر تشکیل شده بود در شانزدهم اکتبر ۱۹۴۳ شروع بکار کرد و یک شورای چهار نفره را برای اداره کشور انتخاب کرد. حکومت جدید که قول داده بود در جنگ بی‌طرف باقی بماند به قولش وفادار باقی ماند. سیستم‌های قضایی و اداری دوباره شروع بکار کردند. مدرسه‌ها باز شدند. گامهایی نیز در راستای رفرم‌های ارضی برداشته شد.

### شدت گرفتن جنگ

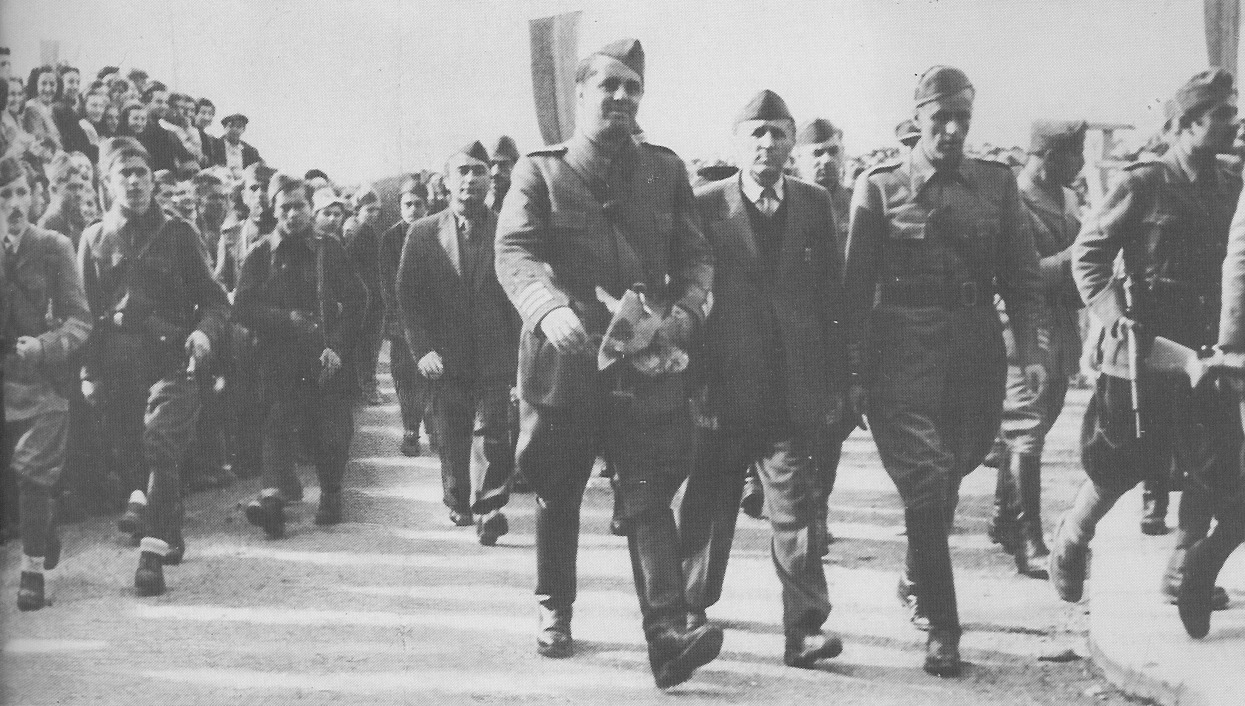
ورود پاتیزان هابه تیرانا در ۲۸ نوامبر۱۹۴۴

بعد از تشکیل چنین حکومت بی‌طرفی بود که نیروهای طرفدار بالی در همکاری با آلمان‌ها جنگ شدیدی را با کمونیست‌ها شروع کردند. بالی همچنین بعد از شکست دادن پارتیزانها، استروگا در مقدونیه را تصرف کرد.
در کوزوو و غرب مقدونیه در زمانی که بخش مستقلی از آلبانی بود، آلمان‌ها و بالیست‌ها درگیری‌های پراکنده‌ای با پارتیزان‌های یوگسلاوی داشتند. وقتی که ماچه لار در حد فاصل دبار و پشکوپی توسط بریگاد پارتیزان‌ها تصرف شد، آلمان‌ها با همکاری نیروهای ژم حسا (Xhem Hasa) علیه پارتیزان‌های آلبانی و یوگسلاوی دست به تهاجم زدند.
در ژانویه سال ۱۹۴۴ پارتیزان‌های کمونیست گرد هم جمع شدند و کنترل بسیاری از مناطق جنوب آلبانی را بدست گرفتند. با این حال تا ماه ژوئن در برخی مناطق، آن‌ها در معرض حملات آلمان‌ها قرار داشتند. در ۲۹ ماه مه۱۹۴۴ یک شورا از جبهه آزادیبخش ملی (NLF) که یک شورای ضد فاشیستی بود امور دولتی و قوه مقننه آلبانی را بعهده گرفت و انور خوجه نیز به ریاست این شورا رسید.

### کنترل پایتخت

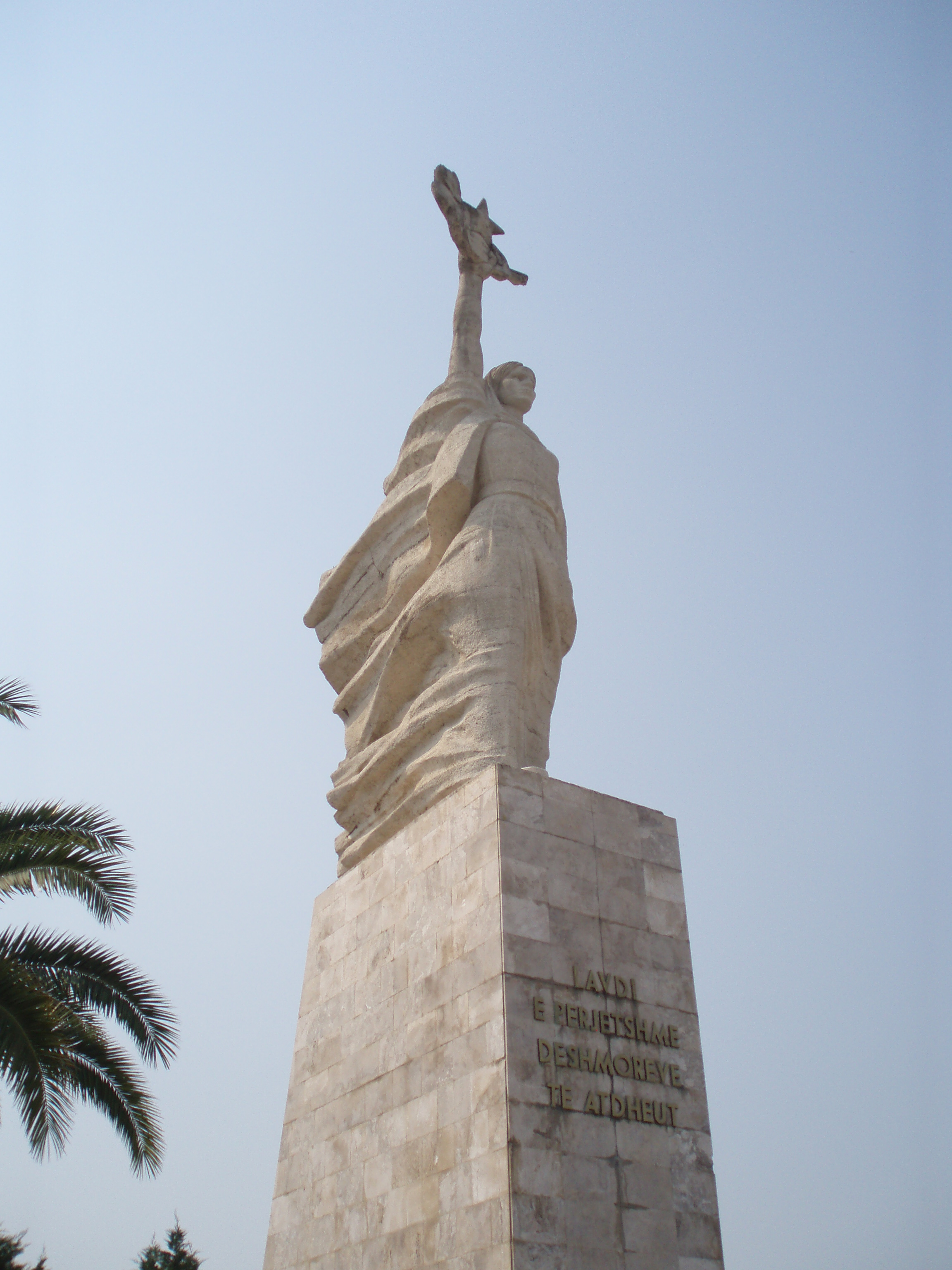
مادر آلبانی

پارتیزان‌ها در نیمه تابستان سال ۱۹۴۴ آخرین بقایای نیروهای بالی را در جنوب شکست دادند ولی تا پایان ماه ژوئیه در قسمت‌های شمالی با مقاومت‌های پراکنده‌ای مواجه بودند. انگلستان از باقی مانده ملی‌گرایان خواست تا مانع پیشروی کمونیست‌ها نشوند و متفقین نمایندگان خود را با آن‌ها به ایتالیا فراخواندند. اگرچه بسیاری از آن‌ها فرار کردند ولی رهبران ملی گرایان را از آلبانی خارج نکردند. بدین ترتیب قبل از پایان نوامبر ۱۹۴۴ ارتش آلمان از تیرانا بیرون رانده شد و کمونیست‌ها کنترل پایتخت را در دست داشتند.

## نقش بلگراد در آلبانی
پس از جنگ جهانی دوم آلبانی در موقعیت نامطلوبی بود ولی روابط عمیق جبهه آزادیبخش ملی با کمونیست‌های یوگسلاوی که از حمایت نظامی و سیاسی انگلستان برخوردار بودند باعث این تضمین شد که بلگراد نقشی تعیین‌کننده در آلبانی بعد از جنگ داشته باشد.